# شیتزو
شیتزو
معروف به شیر کوچولو یکی از نژادهای سگ فانتزی است که وزنشان بین نر(4-7.5ک)ماده(4-7.5ک) و دارای موهای بلند ابریشمی شکل هستند. اطلاعات دقیقی در خصوص اصل و نسب این نژاد در دسترس نیست. شیتزو برای اولین بار در تبت یافت شد و بعدها در چین تعداد بیشتری از آن مشاهده گردید. این نژاد سگ سریع‌تر با انسان دوست می‌شود.
شیتزوها موهای بلند و ظاهر بانمکی دارند و کمتر پارس می‌کنند.

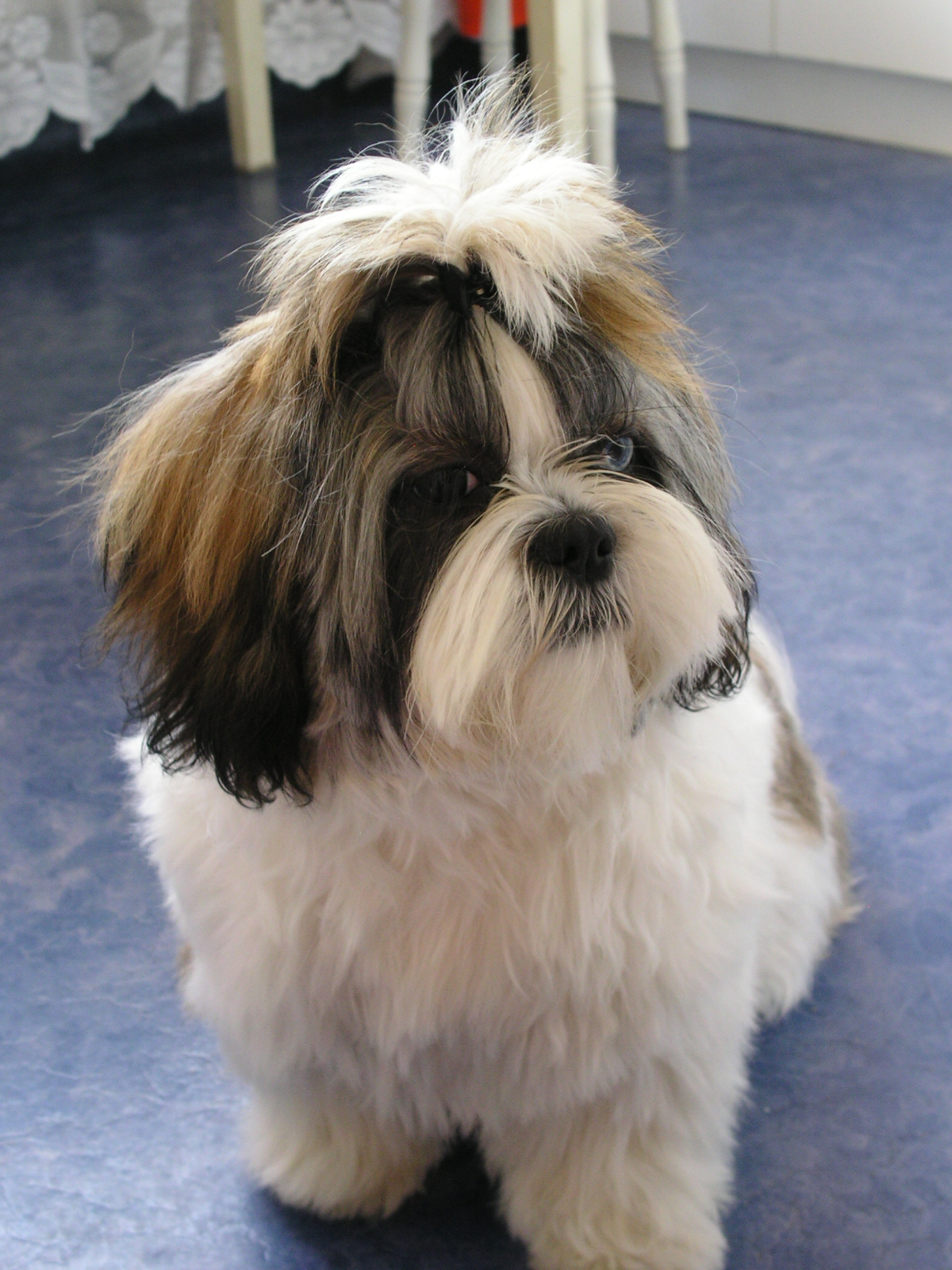
یک سگ از نژاد شیتزو

## تاریخچه
مدارک و نقاشی‌های بدست آمده از قرن ۱۶ میلادی سگهای کوچکی را نشان می‌دهند که شبیه به شیر می‌باشند. در قرن ۱۷ این نژاد از وطن خود یعنی تبت به پِکینگ برده و در آنجا پرورش یافت. اجداد او را نژادهای لهاسا آپسو و پیکینیز تشکیل می‌دهند. بعدها شیتزو سگ محبوب امپراتور چین گردید. تا سالیان زیادی چینی‌ها از فروش یا هدیه آن‌ها به غرب خودداری می‌کردند
اولین جفت از آن در سال ۱۹۳۰ به انگلستان وارد شد و در سال ۱۹۴۶ به ثبت رسید.

## مشخصات
شیتزو پر جنب و جوش، باهوش، شاد، و اهل تفریح و بازی است. او یکی از محبوب‌ترین سگ‌ها در ایالات متحده است.

## ظاهر
سگ‌های شیتزو به عنوان سگ‌های باهوشی شناخته شده‌اند که ریزش مویشان کم است.
این نژاد به عنوان نژادی قوی کوچکی شناخته شده‌اند که پوزه کوچک و چشمان تیره رنگ بزرگی دارند. معمولاً رنگ زیر چشمانشان قهوه‌ای است.
اصالت آن را می‌توان از فک پایینش که کمی جلو هستند و نیشهای بیرون زده‌ای دارند تشخیص داد.
قد او ۲۳ تا ۲۶ سانتی‌متر و وزنش ۲ تا ۵ کیلوگرم است.

## آموزش
شیتزواز بهترین نژادهای سگ برای آموزش است. او دستورهای جدید را سریع فرامی‌گیرد.

## ریزش مو
در خانه کمتر موهای او را پیدا خواهید کرد به طوری که در مقایسه با دیگر نژادها می‌توان گفت که اصلاً ریزش مو ندارند.

## طول عمر
شیتزو حدود ۱۰ تا ۱۸ سال عمر می‌کند.

## بیماری‌های رایج
از بیماری‌های رایج در این نژاد می‌توان به ناهنجاری مفصل ران (Hip dysplasia)، دررفتگی کشکک (Patellar luxation)، نارسایی کلیه در توله‌ها (Juvenile renal dysplasia)، سنگ مثانه (Bladder stones)، عفونت مثانه (Bladder infection)، فتق ناف (Umbilical hernia)، عطسهٔ معکوس (Reverse sneezing)اشاره کرد.
درگیری های چشمی شامل عفونت چشم و غیره

## گالری

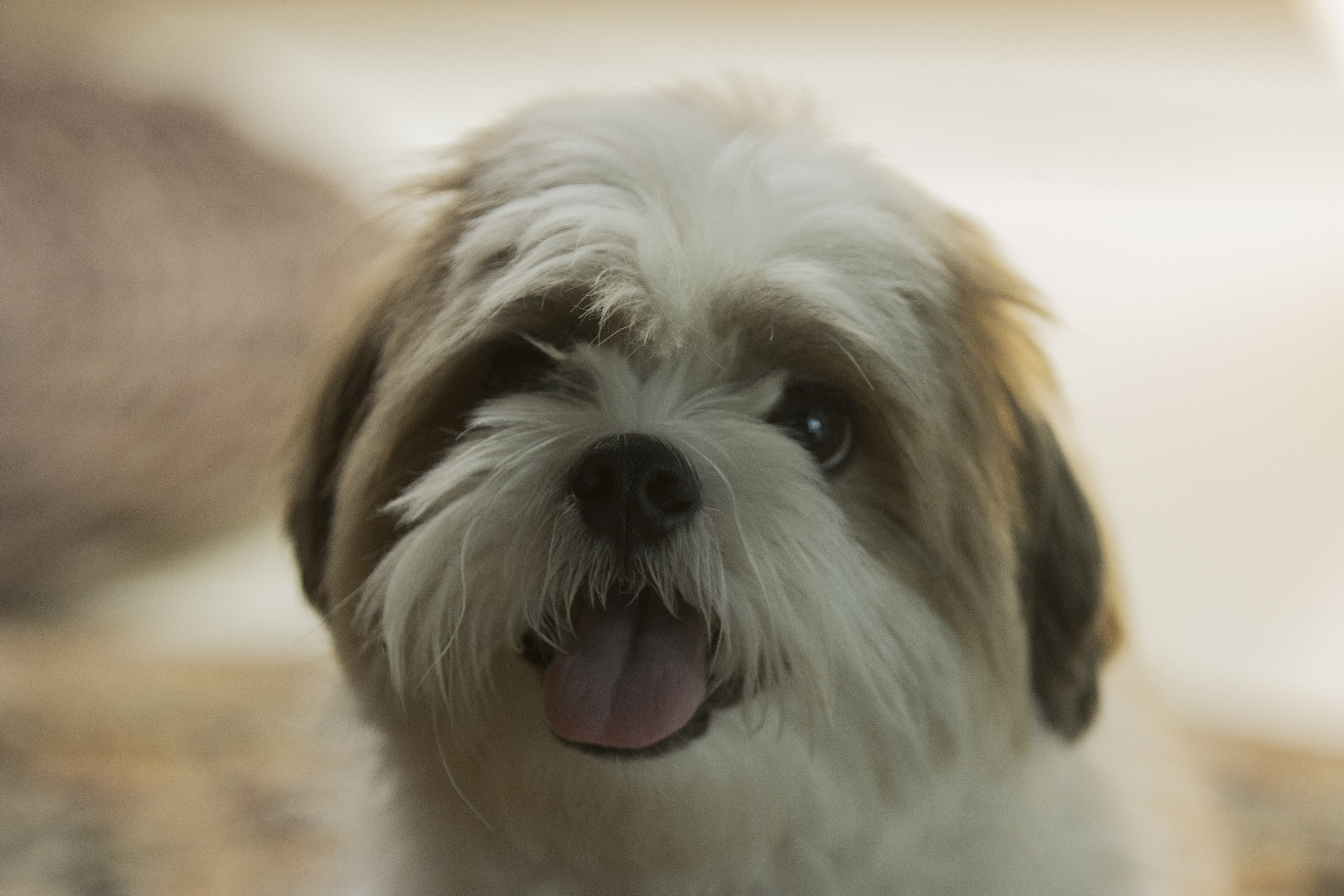
یک سگ شیتزو
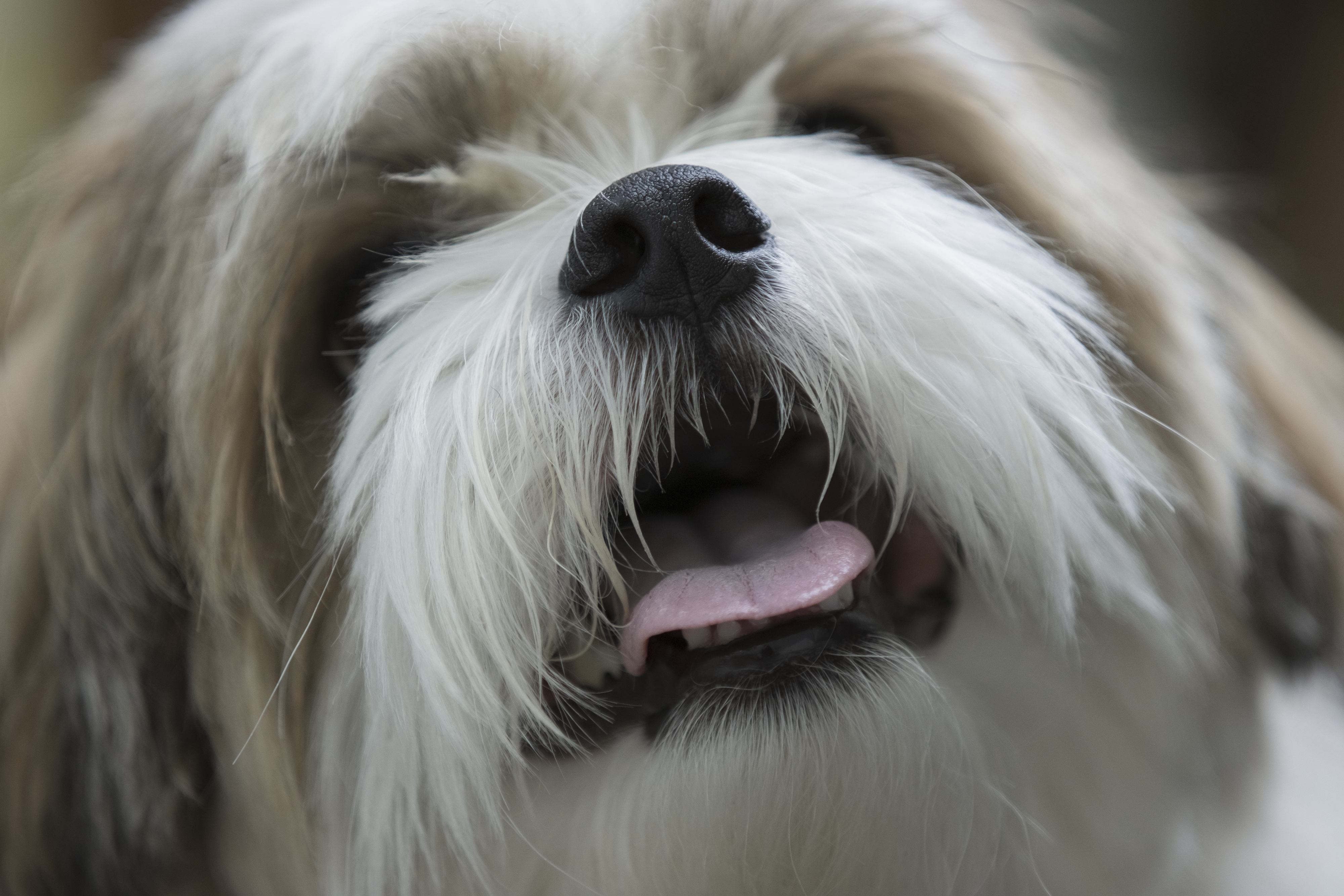
پوزه و صورت سگ شیتزو
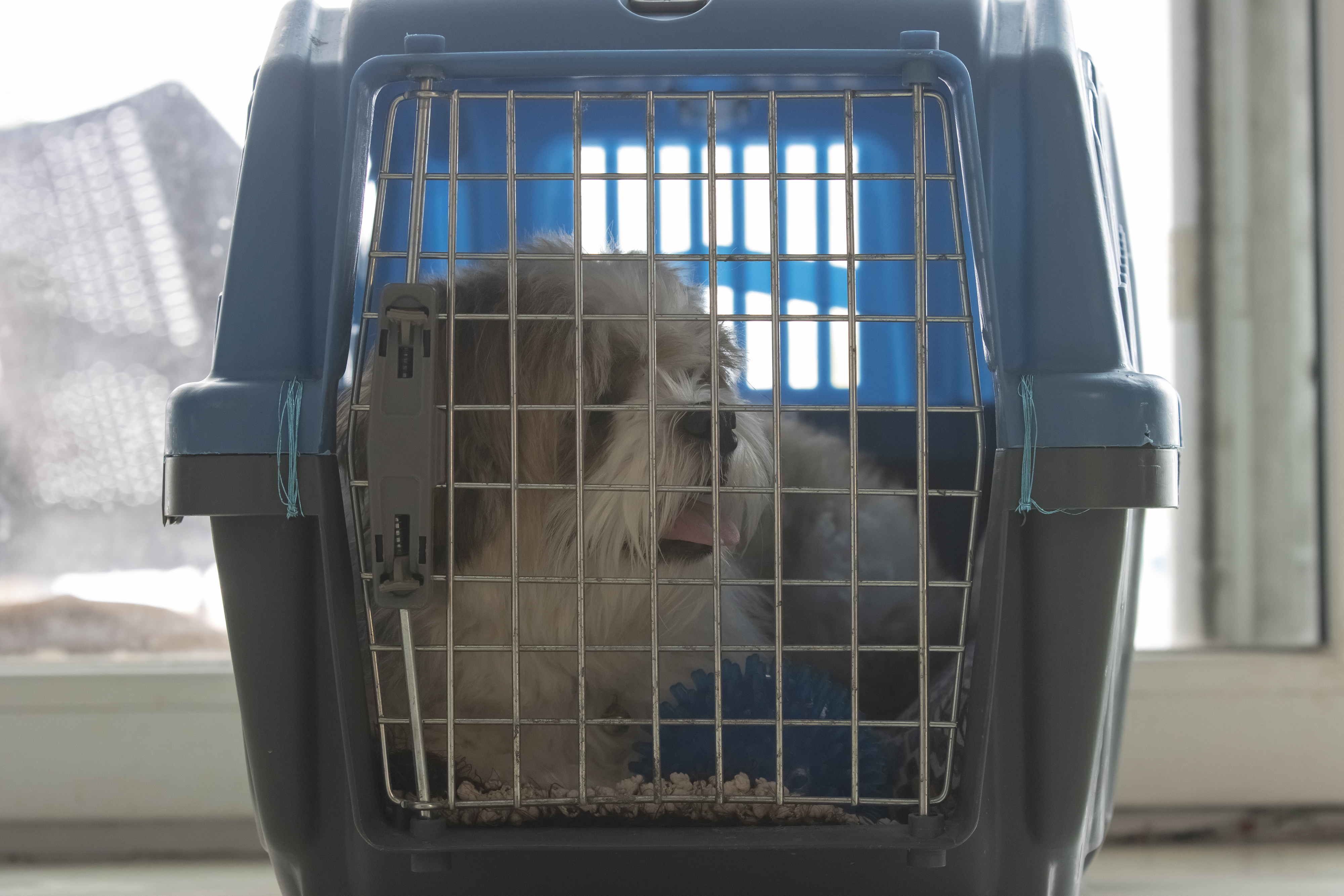
قفس نگهداری مخصوص حیوان
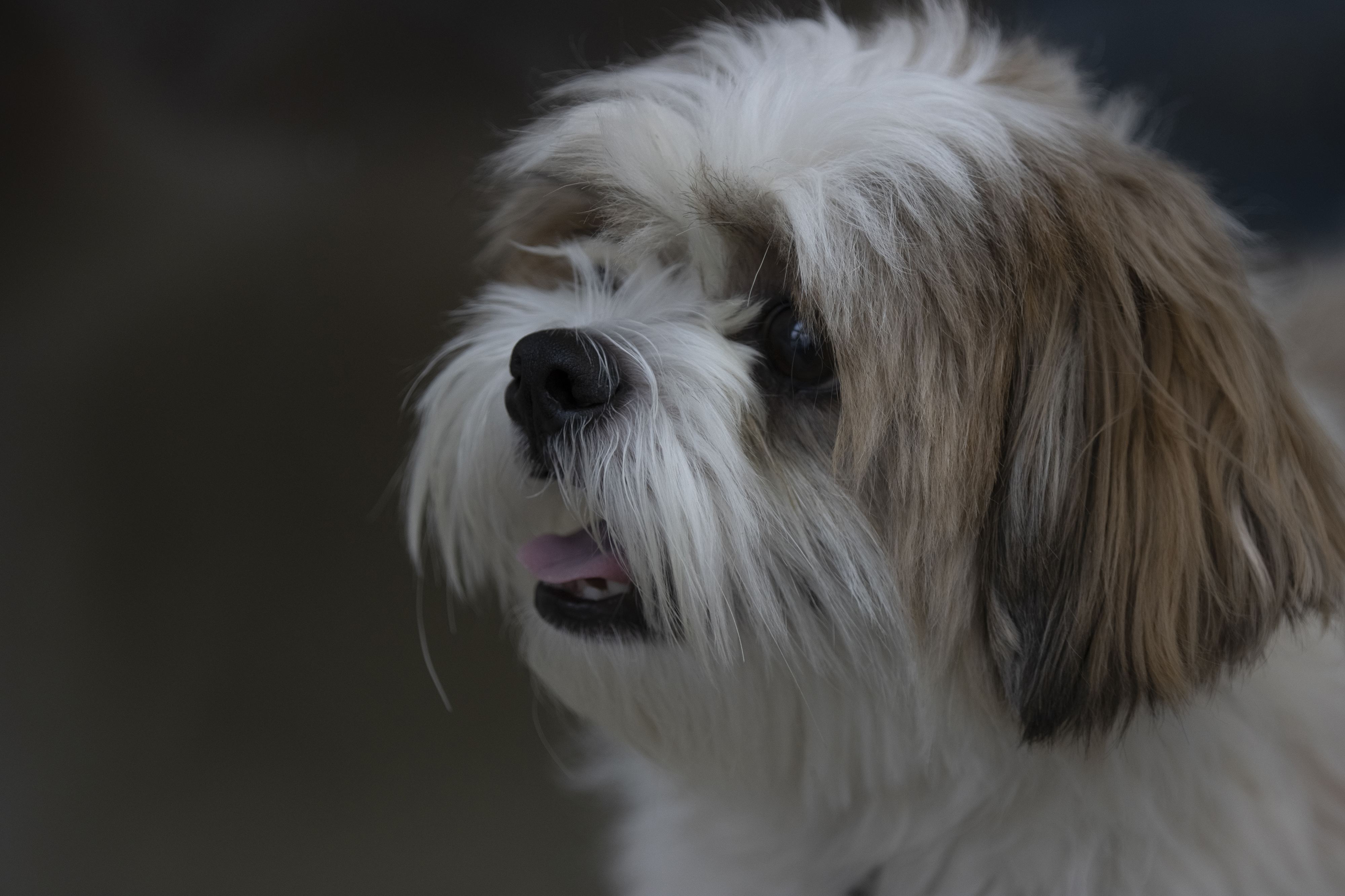
نمای نیمرخ از  حیوان
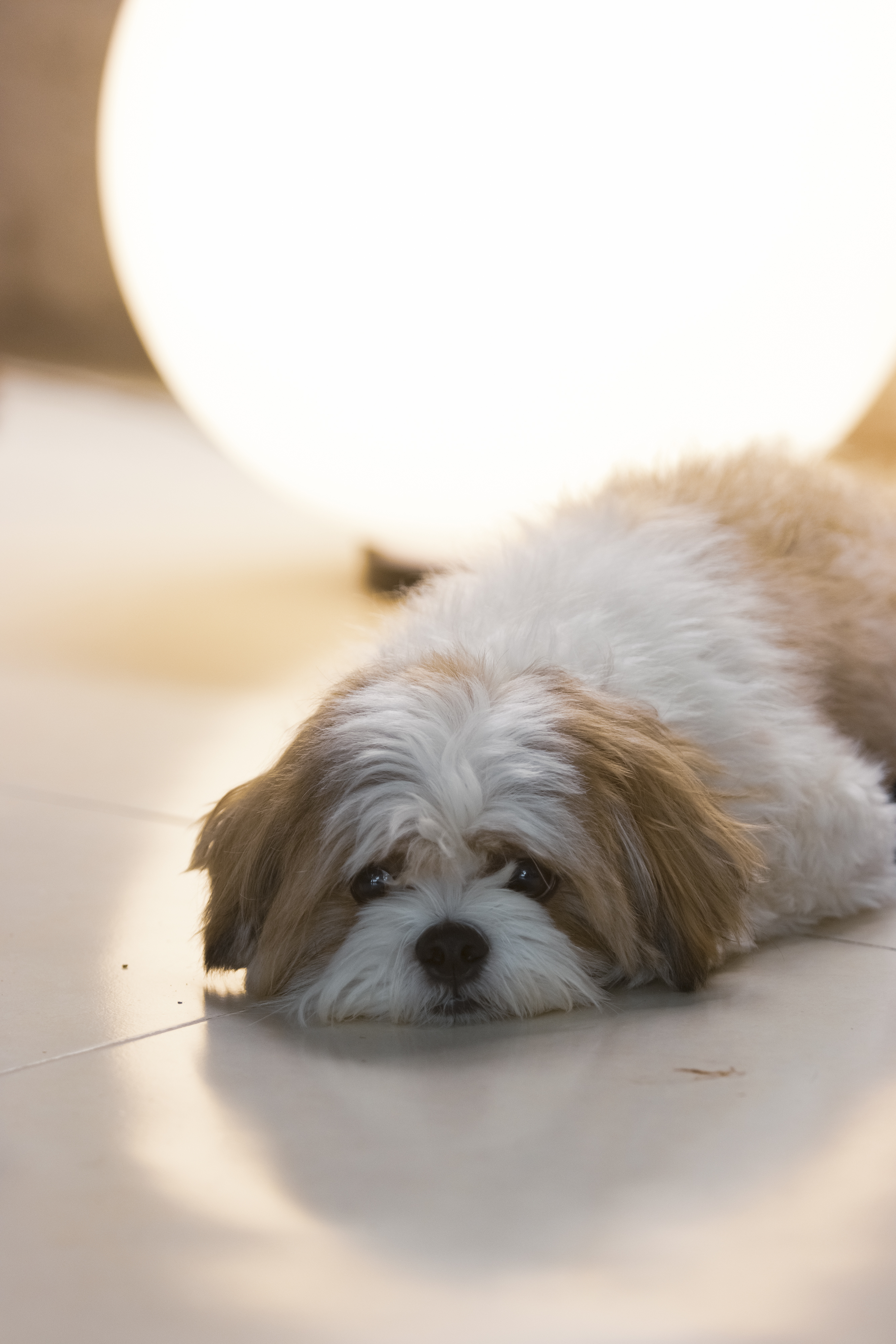
یک سگ نر نژاد شیتزو در ایران